# Ithomia patilla
Ithomia patilla is een vlinder uit de familie Nymphalidae. De wetenschappelijke naam werd gepubliceerd in 1852 door William Chapman Hewitson.

## Verspreiding en leefgebied
Deze vlindersoort komt voor van Mexico tot Panama van zeeniveau tot 1600 meter hoogte in bossen en meerdere soorten terreinen. De vlinder maakt van tijd tot tijd trektochten.

## Leefwijze
Beide geslachten bezoeken de bloemen van Inga, Lantana, Hamelia, Psychotria en geslachten uit de composietenfamilie.

## Rups en waardplanten
De waardplanten zijn Witheringia en Lycianthes uit de nachtschadefamilie. De rups is giftig.